# منطقة باردمان
باردمان رمزها «BR» (بالإنجليزية: Bardhaman)‏ ، هو تقسيم إداري لدولة الهند تتبع ولاية البنغال الغربية (بالإنجليزية: West  Bengal)‏، مركزها هو مدينة باردمان (بالإنجليزية: Bardhaman)‏ عدد سكانها حسب تعداد سنة 2001 هو 6,919,698 ، مساحتها 7,024 كم² وكثافة السكان 985 لكل كم² .